# Reformator

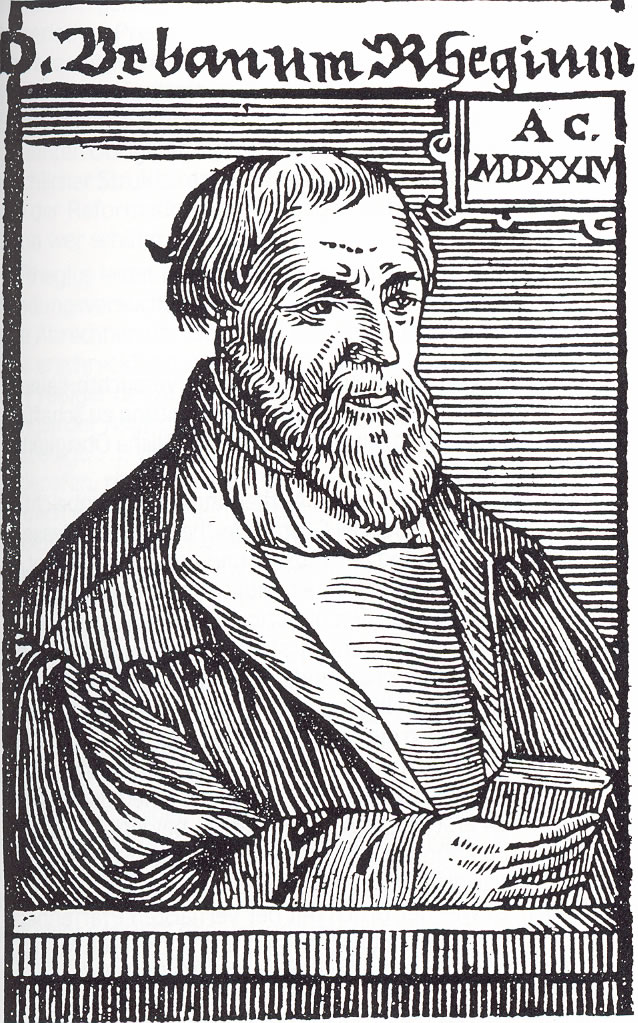
Urbanus Rhegius, * 1489 † 1541, ein in Süd- und Norddeutschland aktiver Reformator

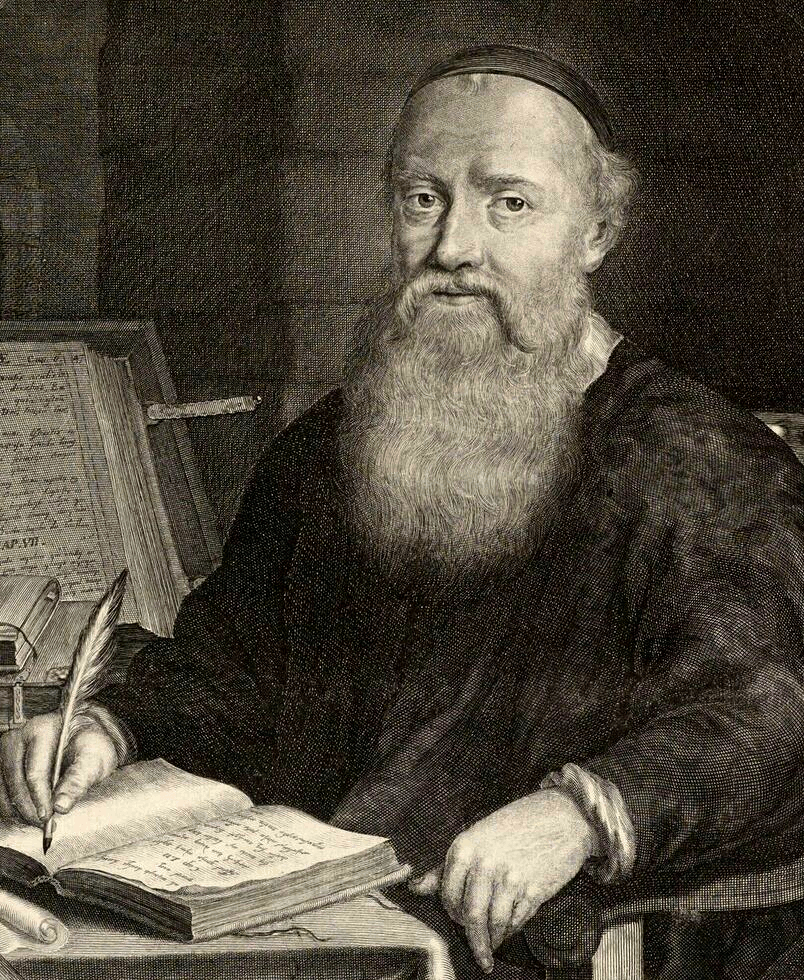
Menno Simons, ein in den Niederlanden und Norddeutschland aktiver Reformator

Der Begriff Reformator bedeutet in der Geschichtswissenschaft und Theologie eine Person der Kirchengeschichte, die bei der Gründung und Ausformung der evangelischen Kirchen während der Reformation mitwirkte. Die Verwendung ist im Allgemeinen an die Reformationsgeschichte gebunden.
Zur Zeit der Reformation hielt man es nicht für nötig, die Männer zu definieren, die den Reformatoren zuzuordnen waren. Erst als das Wesen der Reformation in seiner Komplexität nicht mehr verständlich vermittelbar war, benötigte man ein Maß, nach dem ein Reformator bestimmbar wurde.
Neben den Reformatoren Martin Luther, Philipp Melanchthon, Huldrych Zwingli, Martin Bucer und Johannes Calvin leisteten Matthäus Alber, Jakob Andreae, Johannes Brenz, Johannes Bugenhagen, Heinrich Bullinger, Martin Chemnitz, Jacob Heerbrand, Gottschalk Kruse, Joachim Mörlin, Andreas Osiander, Urbanus Rhegius, Nikolaus Selnecker sowie evangelisch gesinnte Fürsten wie etwa Georg von Anhalt oder Philipp I. von Hessen einen wesentlichen Beitrag zur Durchführung der Reformation.
Für die außerhalb des territorialen Protestantismus stehenden Reformatoren wie Thomas Müntzer und Andreas Bodenstein wurde der Begriff Radikale Reformatoren geprägt. Hierzu werden auch spiritualistische Reformatoren wie Kaspar Schwenckfeld und täuferische Reformatoren wie Balthasar Hubmaier und Menno Simons hinzugerechnet.

## Aspekte zur Begriffsbildung

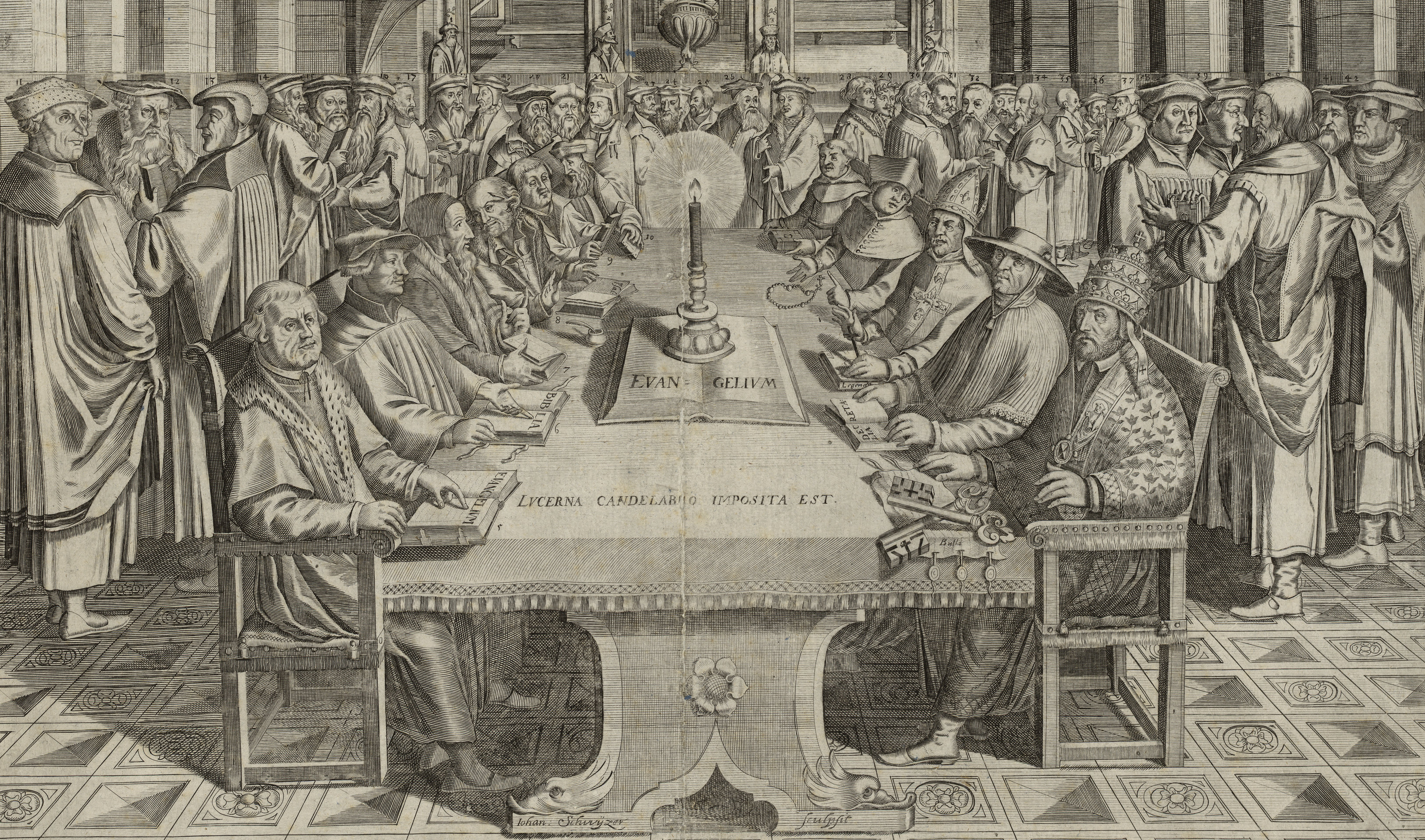
Fiktive Disputation zwischen führenden Reformatoren und Vertretern der katholischen Kirche, umringt von wichtigen Reformatoren. Auf der linken Seite des Tisches sitzend: Luther, Zwingli, Calvin, Melanchthon, Bugenhagen und Oecolampad.
Radierung, 1650, Zentralbibliothek Zürich